# Ordens honoríficas da Itália
A República Italiana possui cinco ordens de cavalaria concedidas a seus cidadãos ou estrangeiros por serviços prestados à nação.

## Ordens republicanas
| Ordem                                   | Graus                                                | Fundação e lema                              | Fundador          | Concessão | Barreta |
| --------------------------------------- | ---------------------------------------------------- | -------------------------------------------- | ----------------- | --- | ------- |
| — Ordem do Mérito da República Italiana | Grã-Cruz Grande-Oficial Comendador Oficial Cavaleiro | 3 de março de 1951AL MERITO DELLA REPUBBLICA | Luigi Einaudi     | Meritórios serviços prestados à Nação italiana nos campos da cultura, serviço público e social, filantropia e atividades humanitárias e por longo e contínuo serviço militar. | Barreta |
| — Ordem Militar da Itália               | Grã-Cruz Grande-Oficial Comendador Oficial Cavaleiro | 14 de agosto de 1815AL MERITO MILITARE       | Vítor Emanuel I   | Distinta conduta militar de membros das Forças Armadas Italianas que atestam "perícia, senso de responsabilidade e valor".                                                    | Barreta |
| — Ordem do Mérito do Trabalho           | Grã-Cruz Grande-Oficial Comendador Oficial Cavaleiro | 9 de maio de 1901                            | Vítor Emanuel III | "Mérito singular" de cidadãos italianos ou estrangeiros nos campos de agricultura, comércio e indústria.                                                                      | Barreta |
| — Ordem da Estrela da Itália            | Grande-Oficial Comendador Cavaleiro                  | 27 de janeiro de 1947SOLIDARIETÀ ITALIANA    | Enrico De Nicola  | Atos de bravura de cidadãos italianos e estrangeiros que contribuíram para a reconstrução da Itália após a Segunda Guerra Mundial.                                            | Barreta |
| — Ordem de Vittorio Veneto              | Cavaleiro                                            | 18 de março de 1968ORDINE VITTORIO VENETO    | Giuseppe Saragat  | Atos de bravura de membros das Forças Armadas Italianas durante os seis meses finais da Primeira Guerra Mundial.                                                              | Barreta |

### História

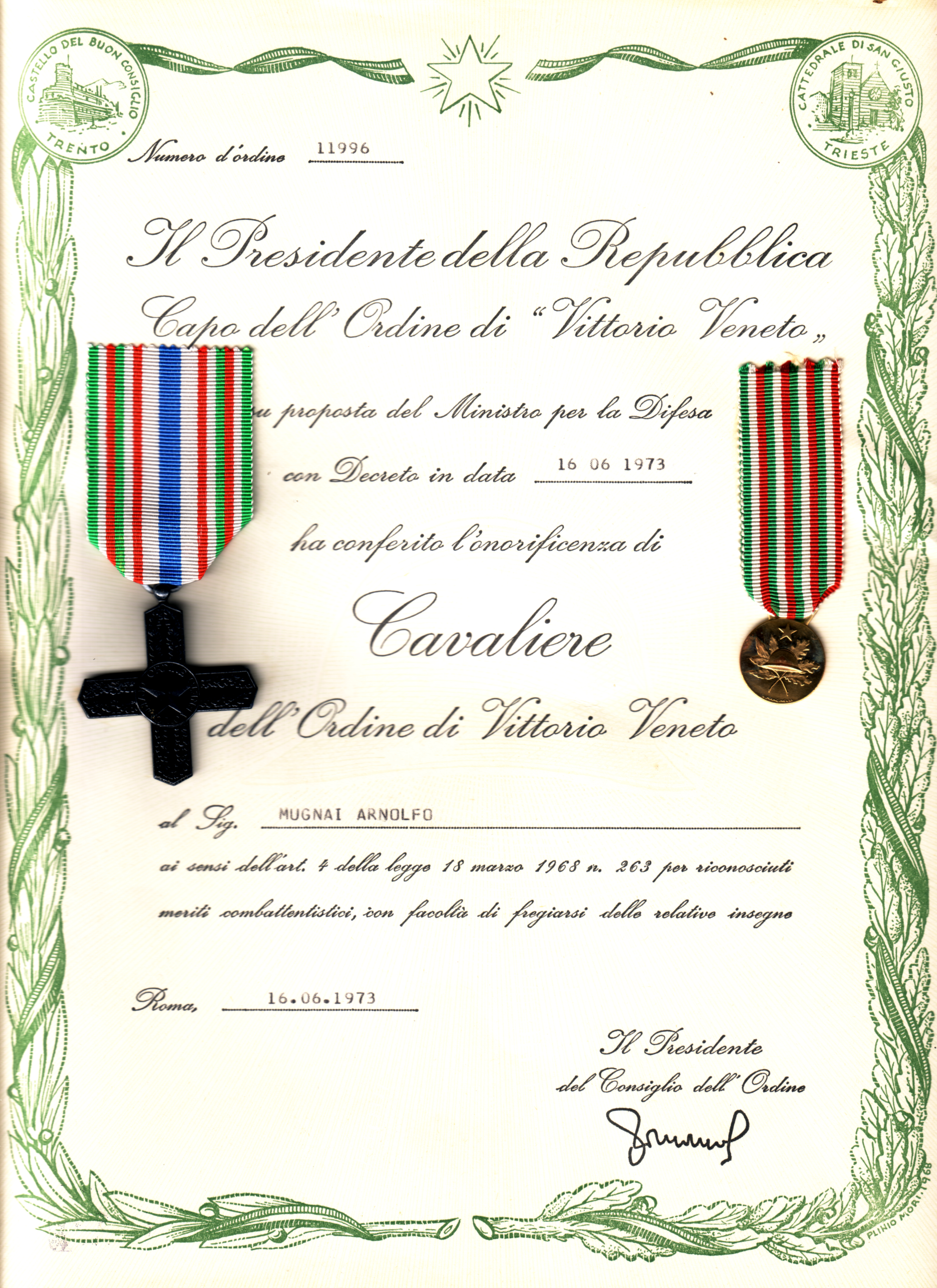
Carta-patente de um Cavaleiro da Ordem de Vittorio Veneto com uma medalha e a insígnia da condecoração.

Ordem do Mérito da República Italiana
A Ordem do Mérito da República Italiana (Ordine al Merito della Repubblica Italiana), estabelecida em 1951, é a mais alta e mais antiga honraria da República Italiana. É concedida em cinco graus "por mérito adquirido pela nação" nos campos da literatura, artes, economia, serviço público e social, filantropia e atividades humanitárias por longo e contínuo serviço em carreiras civil e militar. Excetuando circunstâncias especiais, niguém pode ser condecorado em um grau sem antes o de Cavaleiro. Tais exceções incluem o cantor lírico Luciano Pavarotti e o cientista de computação Erol Gelenbe, ambos condecorados Comandantes da ordem em 1976 e 2005, respectivamente.
As cerimônias de investidura geralmente ocorrem em 2 de junho, aniversário da Fundação da República Italiana e data da Festa della Repubblica Italiana, e também em 27 de dezembro, aniversário da promulgação da Constituição. Na fronte, o brasão da ordem porta o lema "Al Merito della Repubblica" envolvendo o Brasão nacional; no verso, há o lema "Patriae Unitati and Civium Libertati" encimando uma figura da Italia turrita. A ordem é concedida por decreto do Presidente da República Italiana, como Grão-mestre das ordens de cavalaria nacionais, sob recomendação do Presidente do Conselho.
 Ordem Militar da Itália

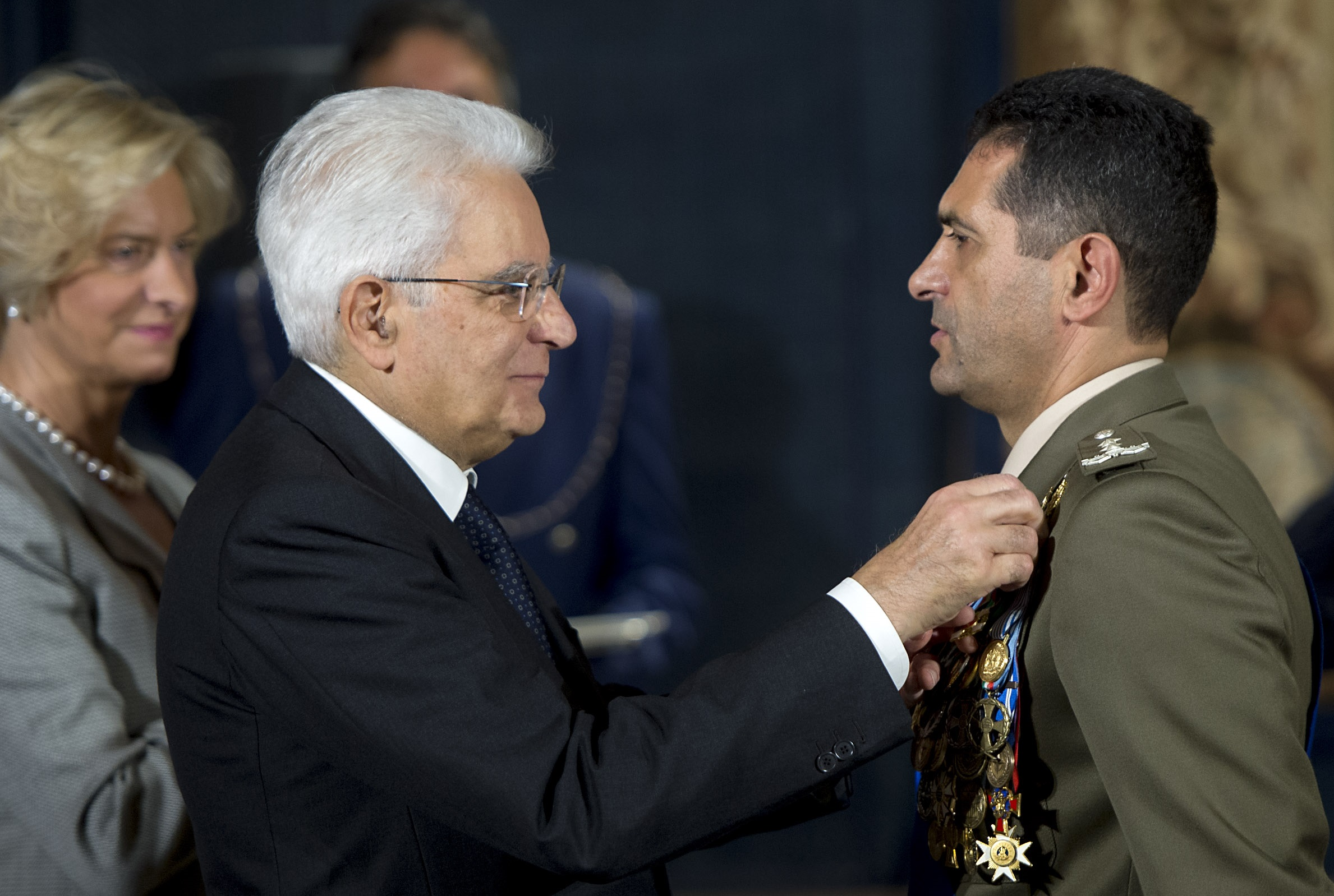
Presidente Sergio Mattarella condecora um oficial italiano com a Ordem Militar da Itália, em 2017.

A Ordem Militar de Itália (Ordine Militare d'Italia) é concedida por distinta conduta militar de indivíduos (ou unidades das Forças Armadas Italianas) tendo provado "perícia, senso de responsabilidade e valor". O mais baixo de seus cinco graus também pode ser galardoado em tempos de paz. Os que haviam sido condecorados com a extinta Ordem Militar de Saboia foram transferidos e detêm sua membresia na ordem atual. O brasão porta a inscrição "Al Merito Militare - 1855"; a Cruz de Saboia e as iniciais R.I. (substituindo as antigas V.E.); e "1947" - indicando o ano da Constituição. 
A ordem é concedida por decreto do Presidente da República, seu grão-mestre, sob recomendação do Ministério da Defesa. Atualmente, há somente 14 condecorados ainda vivos. A Medalha do Valor Militar, relacionada à ordem e estabelecida em 1932, é subdividida em ouro, prata e bronze. 
 Ordem do Mérito do Trabalho

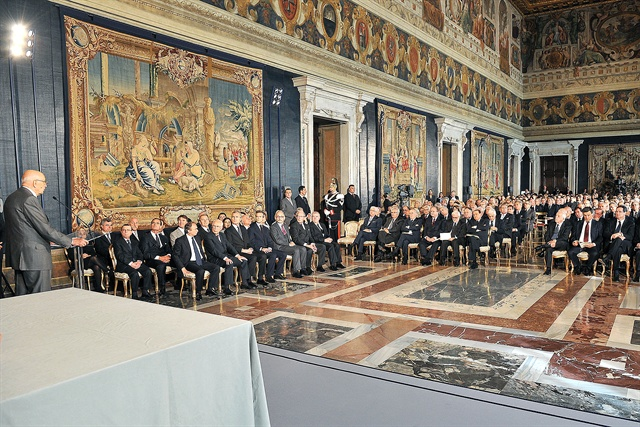
Presidente Giorgio Napolitano discursa em cerimônia de criação de novos Cavaleiros da Ordem do Mérito do Trabalho, em 2010.

A Ordem do Mérito do Trabalho (Ordine al Merito del Lavoro) é concedida àqueles "que tiveram mérito singular" em agricultura, comércio e indústria. Foi estabelecida por Decreto Real em 1 de março de 1901, substituindo a "Ordem de Cavalaria ao Mérito Agrário, Industrial e Comercial". A ordem é aberta a todo cidadão italiano, em território italiano ou estrangeiro. Anualmente, em 1 de junho, vinte e cinco novos Cavaleiros são criados. A divisa porta a inscrição "Al Merito del Lavoro - 1901".
A ordem é concedida por decreto do Presidente da República, seu grão-mestre, sob recomendação do Ministério do Desenvolvimento Econômico. 
 Ordem da Estrela da Solidariedade Italiana
A Ordem da Estrela de Itália (Ordine della Stella d'Italia) foi originalmente estabelecida em 1947 como "Estrela da Solidariedade Italiana", em reconhecimento aos expatriados e estrangeiros que contribuíram grandemente para a reconstrução da Itália após a Segunda Guerra Mundial. A divisa da ordem porta a inscrição "Solidarietà Italiana" envolvendo uma figura do Bom samaritano. A ordem é concedida pelo Presidente da República, seu grão-mestre, sob recomendação do Ministério de Assuntos Estrangeiros. Em 2011, a ordem foi reformulada e passou a focar em promover o prestígio italiano no exterior.
 Ordem de Vittorio Veneto
A Ordem de Vittorio Veneto (Ordine di Vittorio Veneto) foi estabelecida com o grau único de Cavaleiro em 1968 para "expressar gratidão da Nação" àqueles previamente condecorados com a Cruz de Guerra. A ordem era concedida por decreto do Presidente da República, seu grão-mestre, sob recomendação do Ministério da Defesa. Estando suspensa há anos, a ordem foi formalmente abolida em 2010.

## Ordens reais e dinásticas(1861-1946)
| Ordem                                    | Graus                                                | Fundação e lema                                   | Fundador           | Concessão | Barreta |
| ---------------------------------------- | ---------------------------------------------------- | ------------------------------------------------- | ------------------ | --- | ------- |
| — Ordem Suprema da Santíssima Anunciação | Cavaleiro                                            | 1362FORTITUDO EIUS RHODUM TULIT                   | Amadeu VI          | Conduta militar destacada e serviços prestados ao Reino de Itália e à Casa de Saboia.                                                    | Barreta |
| — Ordem Militar de Saboia                | Grã-Cruz Comendador Cavaleiro Militante              | 14 de agosto de 1815                              | Vítor Emanuel I    | Conduta militar destacada e serviços prestados ao Reino de Itália e à Casa de Saboia.                                                    | Barreta |
| — Ordem dos Santos Maurício e Lázaro     | Grã-Cruz Grande-Oficial Comendador Oficial Cavaleiro | 16 de setembro de 1572FORTITUDO EIUS RHODUM TULIT | Emanuel Felisberto | Conduta militar destacada e serviços prestados ao Reino de Itália e à Casa de Saboia.                                                    | Barreta |
| — Ordem da Coroa de Itália               | Grã-Cruz Grande-Oficial Comendador Oficial Cavaleiro | 20 de fevereiro de 1868VICT EMANU II REX ITALIÆ   | Vítor Emanuel II   | Conduta militar destacada e serviços prestados ao Reino de Itália e à Casa de Saboia.                                                    | Barreta |
| — Ordem Civil de Saboia                  | Cavaleiro                                            | 29 de outubro de 1831AL MERITO CIVILE             | Carlos Alberto     | Conduta militar destacada e serviços prestados ao Reino de Itália e à Casa de Saboia.                                                    | Barreta |
| — Ordem Colonial da Estrela de Itália    | Grã-Cruz Grande-Oficial Comendador Oficial Cavaleiro | 18 de janeiro de 1914AL MERITO CIVILE             | Vítor Emanuel III  | Conduta militar destacada e serviços prestados ao Reino de Itália e à Casa de Saboia na condução e administração das colônias italianas. | Barreta |